# Išči in uniči
Išči in uniči (angleško Search and Destroy) je vojaška taktika, katere začetki segajo v vietnamsko vojno.
Ker med vojno ni bilo ustaljenih bojnih črt in so bili pripadniki Vietkonga zelo gibljivi ter prikriti v džungli, je začela KOV ZDA izvajati vojaške operacije, v katerih je s pomočjo taktičnih transportnih helikopterjev prepeljala na sovražnikovo zasedeno območje (oz. na možno sovražnikovo območje) vojaške enote, katerih naloga je bila poiskati sovražnika in ga uničiti.
Danes se ta taktika izvajala v težko dostopnih predelih, kjer prepeljejo enote na določeno območje s pomočjo zračnega desanta, kjer se spopadejo s sovražnikom. 
Specialne sile izvajajo isto taktiko pod okriljem prikritih in/ali specialnih operacij, le da imajo podrobnejše podatke o tarči napada. Po navadi se infiltrirajo v sovražnikovo zaledje, kjer morajo uničiti pomembnejše vojaške tarče (npr. elektrarne, skladišča, ...) oz. izvedejo atentat na vojaško in/ali politično osebo. Tako danes npr. specialne sile Združenih držav Amerike izvajajo prikrite operacije na ozemljih drugih držav, med katerimi napadejo teroristično infrastrukturo (predvsem v Aziji) in infrastrukturo proizvajalcev mamil (predvsem v Latinski Ameriki).